# 保罗·杜马
保罗·杜马（英語：Paul Douma，1962年11月21日—），加拿大男子赛艇运动员。他曾代表加拿大参加世界赛艇锦标赛，获得一枚金牌。他也曾参加1988年夏季奥林匹克运动会。